# Aéroport de Roussé
Pour les articles homonymes, voir Roussé (homonymie).
L'Aéroport de Roussé (en bulgare "Летище Русеа") (code IATA : ROU • code OACI : LBRS) est l'un des 5 aéroports internationaux en Bulgarie. Il est situé près du village de Chtraklévo, sur le territoire de la commune d'Ivanovo, à 19 km au sud de la ville de Roussé. Il dessert le nord de la Bulgarie.

## Histoire
La plate-forme a été ouverte en 1967, en tant qu'aéroport militaire dépendant du ministère de la défense, sous le nom 11e Base aérienne "Chtraklévo".  La compagne aérienne nationale Balkan a fait construire, entre 1972 et 1976, un terminal pour passagers. Après son inauguration, trois vols civils quotidiens avaient lieu et de cinq à six pendant la période estivale. Les villes desservies étaient Sofia, Varna, Bourgas, Targovichté et Plovdiv.
Les vols civils ont cessé en 1991 sur l'aéroport et les vols militaires en 2000. La plate-forme a cessé de fonctionner, de fait, depuis l'an 2000. Sa propriété a été transférée, en 2005, du ministère de la défense au ministère du transport. Par une décision du conseil des ministres en date du 22 décembre 2006, la plate-forme a acquis le statut d'aéroport international. Le 21 décembre 2007 a été lancée la procédure de mise en concession de l'aéroport, en vue de sa réouverture. La procédure n'a toujours pas abouti en 2012.

## Situation
| \| 20 km1:1 354 000 \| Balchik Bezmer Bohot Bohot-LM Buhovtsi/Targovichte Bourgas Dobroslavtsi Dolna Banya Dolna Mitropoliya Erden Gabrovnitsa Gorna Oryahovitsa Graf Ignatievo Grivitsa Ihtiman Izgrev Kalvacha Kaynardzha Lesnovo Malevo Plovdiv Polikraichte Primorsko Ravnets Roussé Silistra Sliven Sofia Stara Zagora Varna Vidine |
| 20 km1:1 354 000 |

## Compagnies et destinations desservies
Le trafic est suspendu sur l'aéroport, actuellement (2012), dans l'attention de l'octroi d'une concession à un éventuel exploitant.